# Kap Farvel
Kap Farvel (grønlandsk: Uummannarsuaq eller  Nunap Isua) er Grønlands sydligste punkt, beliggende på 59° 46' nord, omtrent på højde med Oslo og blot ca. 225 km nordligere end Skagen. Grønland strækker sig fra nord til syd over 24 breddegrader svarende til 2.670 km eller som fra Bergen til sydspidsen af Sicilien.
Kap Farvel ligger på den 307 km² store ø Itilleq (Eggers Ø). Øen er kuperet og det højeste punkt er 1.206 meter over havet og strækker sig 22,4 km mod nordsyd og 27,3 kilometer mod østvest. Det nu nedlagte udsted Itilleq lå på øens østside. De sidste beboere forlod bopladsen i 1944.
Ved Kap Farvel ligger i dag kun bygderne Narsarmijit og Aappilattoq på den nordvestlige del af Kap Farvel området. Der bor omkring end 200 mennesker, og kun sjældent bevæger andre end fangerne fra disse bygder sig længere sydpå mod selve Kap Farvel eller videre mod øst op ad Grønlands østkyst.

## Historie
I år 1585 rejste den engelske søfarer John Davis til Grønland. I slutningen af juli passerede han Grønlands sydspids og kaldte den senere  Cape Farewell, hvilket senere blev oversat til dansk til Kap Farvel.
Selvom Kap Farvel er ubeboet, og der ikke kan findes spor af menneskelig bosættelse der, er navnet blevet udvidet til hele regionen Sydgrønland, op til Prins Christians Sund, omkring 50 km mod nord. I denne region mødtes vestgrønlændere (Kitaamiut) og østgrønlændere (Tunumiit) i det 19. århundrede og dannede en etnisk undergruppe med den stærke østgrønlandske Kap Farvel dialekt. De Tunumiitter, der emigrerede til Sydgrønland, blev hovedsageligt taget imod af missionsstationen Herrnhuter Frederiksdal i Narsarmijit, som blev grundlagt i 1824 af Conrad Kleinschmidt.
Om vinteren falder temperaturen ved Kap Farvel meget kraftigt. Derudover blev ismassen i december og januar drevet fra Østgrønland mod syd, hvor den bliver indtil sommeren. De klimatiske forhold udgør således en særlig fare for skibsfarten på grund af storme og drivende is. I en af de største grønlandsk/danske skibskatastrofer sank M/S Hans Hedtoft, på sin jomfrurejse den 30. januar 1959 ved Kap Farvel under en storm og alle 95 mennesker om bord druknede.